# 林奈氏澳鱂
林奈氏澳鱂，又稱南美麗魚，為輻鰭魚綱鯉齒目鰕鱂亞目溪鱂科的其中一種，為熱帶淡水魚，分布於南美洲哥倫比亞及委內瑞拉馬拉開波湖淡水流域，體長可達8公分，棲息在底中層水域，生活習性不明，可作為觀賞魚。

## 擴展閱讀
維基物種上的相關：林奈氏澳鱂